# Girard I. (Roussillon)
Girard I. (deutsch Gerhard; † 1113) war ein Kreuzritter und Graf von Rosselló (Roussillon). Er war ein Sohn von Graf Giselbert II. und dessen Frau Estefanía.
Girard nahm 1095 das Kreuz zum ersten Kreuzzug und wird bei der Belagerung von Nikäa 1097, der Eroberung von Antiochia 1098 und der Eroberung von Jerusalem 1099 genannt. Im Jahr 1102 war er wieder in der Heimat, wo er am 15. September mit seinem Vater eine Schenkung an die Kirche Sant Juan in Perpignan tätigte. Der Vater starb kurz darauf und Girard konnte die Nachfolge als Graf übernehmen. Im Jahr 1109 zog er ein weiteres Mal in das Heilige Land und ließ seine Frau als Regentin zurück. Kurz nach seiner erneuten Rückkehr 1113 wurde er unter unklaren Umständen ermordet.
Girard war mit einer Frau namens Agnes verheiratet; ihr gemeinsamer Sohn war Gausfred III. († 1164).

## Weblink
- COMTES de Roussillon bei Foundation for Medieval Genealogy.ac

| Vorgänger     | Amt                         | Nachfolger    |
| ------------- | --------------------------- | ------------- |
| Giselbert II. | Graf von Rosselló 1102–1113 | Gausfred III. |

| Personendaten    | Personendaten                  |
| ---------------- | ------------------------------ |
| NAME             | Girard I.                      |
| KURZBESCHREIBUNG | Graf von Rosselló, Kreuzritter |
| GEBURTSDATUM     | 11. Jahrhundert                |
| STERBEDATUM      | 1113                           |